# Bundesweite Ausdehnung der CSU

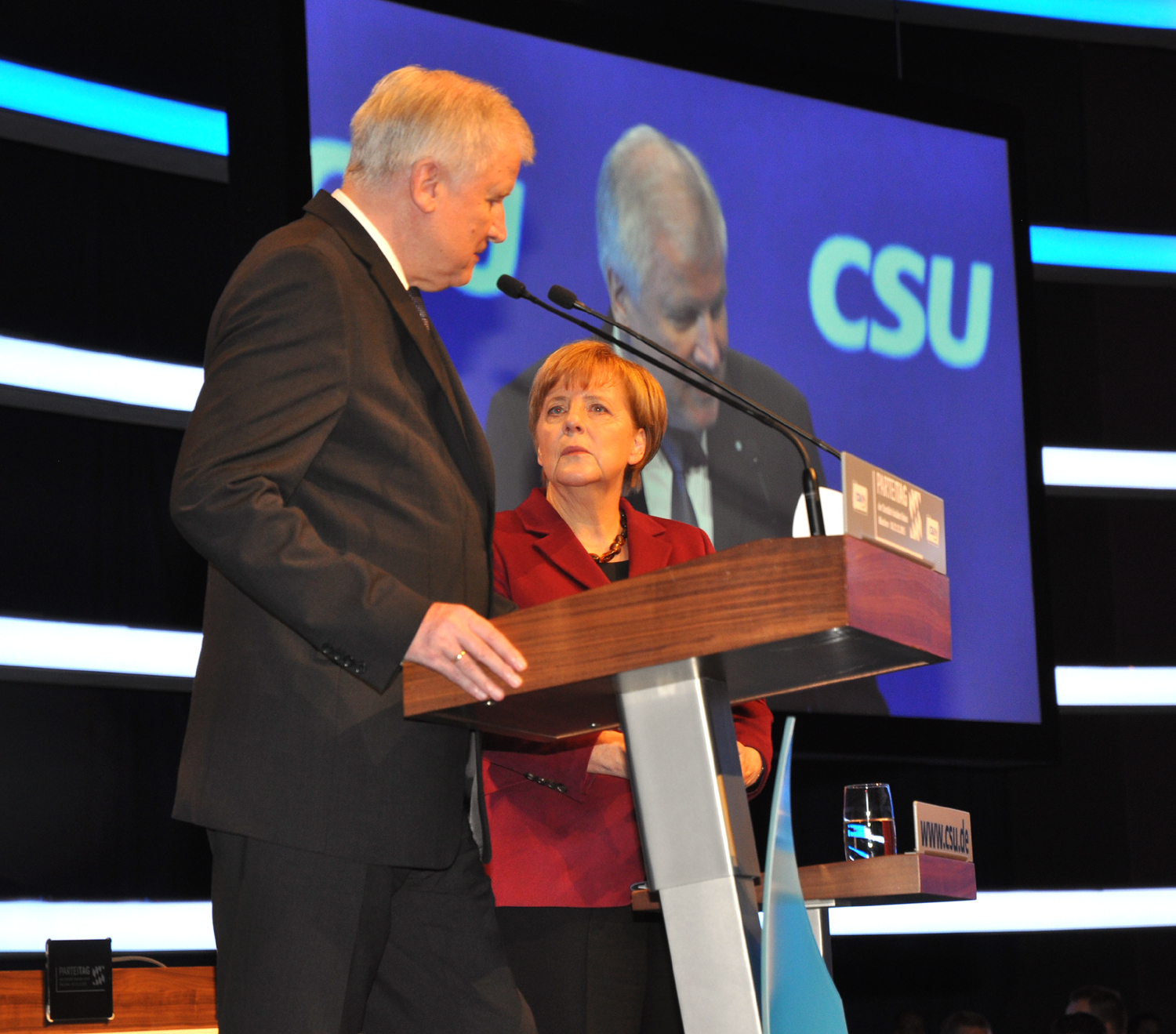
CSU-Vorsitzender Horst Seehofer mit der CDU-Vorsitzenden Angela Merkel im November 2015. Auf dem damaligen CSU-Parteitag kam es zu einer öffentlichen Auseinandersetzung, als Seehofer seinen neben ihm stehenden Gast für die Asylpolitik kritisierte.

Als bundesweite Ausdehnung der CSU wurde wiederholt diskutiert, ob die Christlich-Soziale Union in Bayern (CSU) in ganz Deutschland politisch aktiv werden soll. Das würde sowohl die Gründung von Landes- und Ortsverbänden als auch die Teilnahme an Wahlen umfassen.
Bislang ist die CSU nur in Bayern organisiert und aktiv, während die CDU Landesverbände in den übrigen Bundesländern hat. CDU und CSU haben eine gemeinsame Fraktion im Bundestag. Diese Fraktionsgemeinschaft ist möglich, weil die beiden Parteien bei der Bundestagswahl nicht gegeneinander antreten.
Unter dem CSU-Parteivorsitzenden Franz Josef Strauß sprach man von der Ausdehnung als Vierte Partei. Freilich war die CSU bereits damals die vierte, unabhängige Partei im Bundestag (neben CDU, SPD und FDP). Plan war damals jedoch, dass die CSU auch in anderen Bundesländern organisiert und wählbar sein sollte und auch im Bundestag eine eigene Fraktion haben würde. Die CSU solle bei Wahlen eher konservative, die CDU eher liberale Wähler ansprechen.
Nach der Bundestagswahl 1976 hatte die CSU bereits eine eigene Fraktion angekündigt. Die CDU unter Helmut Kohl drohte daraufhin mit der Gründung eines CDU-Landesverbands in Bayern. Die CSU-Führung lenkte ein, daher blieb es bei einer gemeinsamen Bundestagsfraktion von CDU und CSU.
Die Frage nach einer Trennung von CDU und CSU wurde seit dem Jahr 2015 erneut aufgeworfen. Hintergrund waren die unterschiedlichen Positionen der beiden Parteien in Bezug auf die Asyl- und Flüchtlingspolitik.

## Kreuther Trennungsbeschluss

### Vorgeschichte

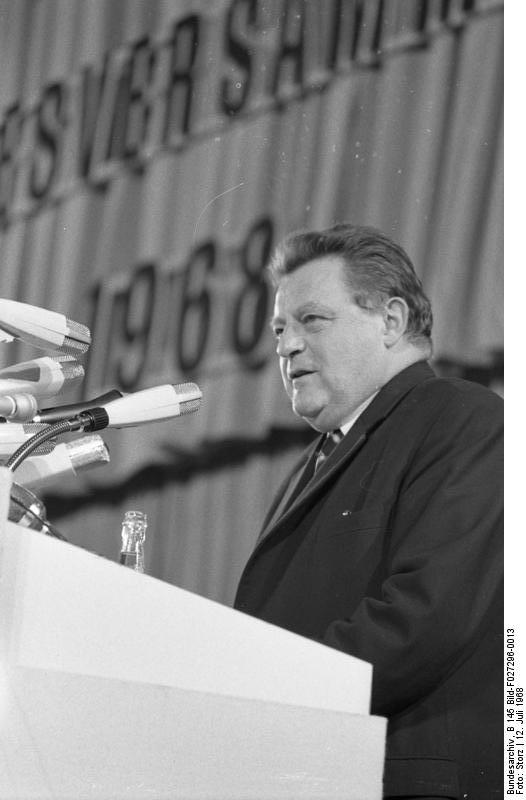
Bundesminister Franz Josef Strauß im Jahr 1968 bei einer Landesversammlung der CSU

Der CSU-Vorsitzende Franz Josef Strauß strebte gegen die sozialliberale Koalition (1969–1982) eine absolute Mehrheit der Unionsparteien an, anstatt darauf zu hoffen, dass die FDP die Koalition mit der SPD wieder verlassen würde. Nach der verlorenen Bundestagswahl 1972 äußerte Strauß den Gedanken einer vierten Partei. Diese sollte konservative Wähler ansprechen, die die CDU zu liberal fanden. Außerdem könnte sie Strauß bei einer Kanzlerkandidatur unterstützen. Undeutlich blieb, ob die CSU im Einvernehmen mit der CDU nur in bestimmten Wahlkreisen im übrigen Bundesgebiet Kandidaten aufstellen oder in allen Bundesländern und Wahlkreisen eine eigene Organisation aufbauen sollte. CDU-Chef Kohl nahm dies als Drohung ernst und warnte seine Parteikollegen vor einem Auseinanderfallen der Union, weil dann die SPD-FDP-Koalition dauerhaft regieren könne und Kohl seine eigene Kanzlerkandidatur aufgeben müsste.
Strauß hielt Kohl für schwach und unfähig und unterstützte daher eine Kanzlerkandidatur des konservativen CDU-Politikers Karl Carstens. Doch der CDU-Bundesvorstand wählte im Frühjahr 1975 seinen Vorsitzenden Kohl einstimmig zum Kanzlerkandidaten der Union. Kohl war  Ministerpräsident von Rheinland-Pfalz und galt damals als eher fortschrittlich. Strauß wurde vor vollendete Tatsachen gestellt. Die Bundestagswahl am 3. Oktober 1976 endete mit 48,6 Prozent für die CDU/CSU. Sie wurde stärkste politische Kraft, doch SPD und FDP konnten gemeinsam weiterregieren. Ministerpräsident Kohl entschied sich, nach Bonn an die Spitze der CDU/CSU-Fraktion zu wechseln. Dort kam es am 7. Oktober zu einem Streit zwischen Kohl und Strauß, da letzterer über das Ergebnis klagte.

### Beschlussfassung in der CSU-Landesgruppe

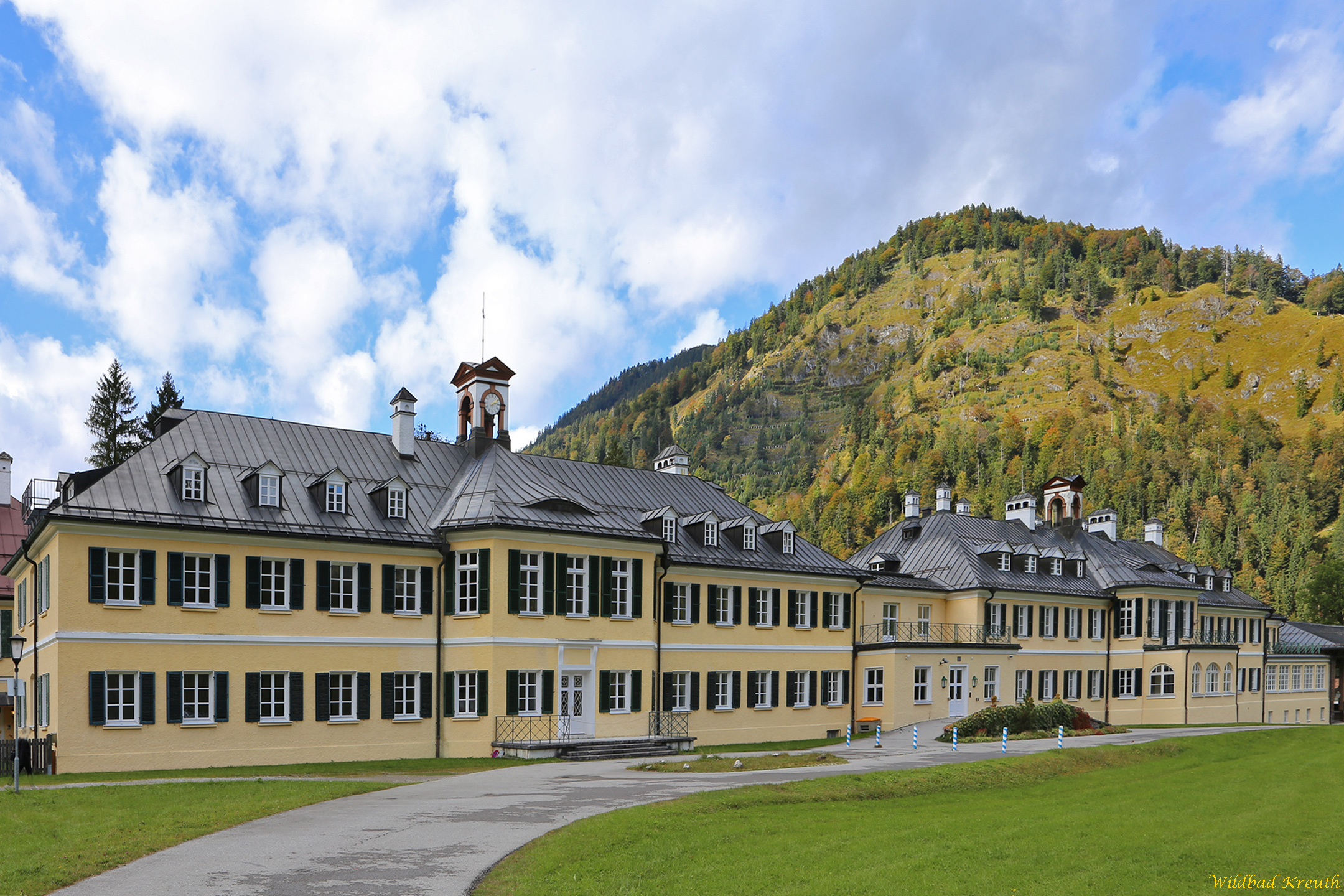
Tagungszentrum der CSU in Wildbad Kreuth

Kreuther Trennungsbeschluss nennt man den Beschluss der CSU-Landesgruppe, die Fraktionsgemeinschaft mit der CDU im Deutschen Bundestags nicht fortzuführen. Dies geschah am 19. November 1976 im damaligen Bildungszentrum der Hanns-Seidel-Stiftung in Wildbad Kreuth (südliches Bayern).
Der Abgeordnete Franz Handlos hatte vorgeschlagen, die Landesgruppe solle eine eigene Bundestagsfraktion bilden. Friedrich Zimmermann und Gerold Tandler waren dafür, ebenso wie Richard Stücklen, der sich Chancen auf das Amt des Bundestagspräsidenten ausgerechnet hatte und übergangen worden war. Peter Schmidhuber und Theo Waigel (damals Vorsitzender der Grundsatzkommission der CSU) lehnten den Vorschlag ab. Offiziell wurde als Absicht ausgegeben, mehr Redezeit im Parlament für eine effektivere Oppositionsarbeit zu erhalten. Strauß hielt sich in der Debatte zurück. Letztlich stimmten 30 von 49 Abgeordneten für die Trennung. Kohl erfuhr davon erst später über die Medien.

### Gegenmaßnahmen der CDU

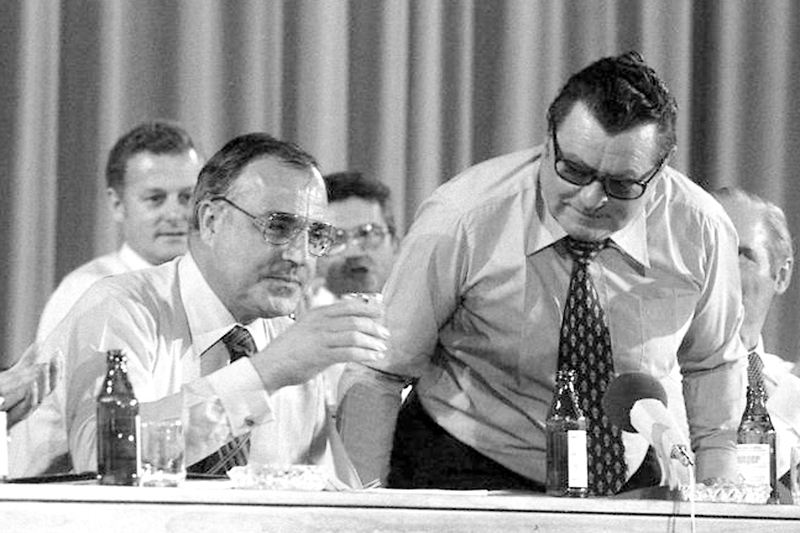
Franz-Josef Strauß und Helmut Kohl auf dem CSU-Parteitag 1976 in München

Bernhard Vogel, der schon als neuer Ministerpräsident von Rheinland-Pfalz nominiert worden war, bot Kohl darauf an, in Mainz zu bleiben. Doch Kohl nahm den Kampf um die Einheit der Union an. Die CDU hatte für diesen Fall bereits eine Rücklage von zwei Millionen Mark angelegt. Es gab auch schon Organisationspläne für einen CDU-Landesverband Bayern, um der befürchteten Ausdehnung der CSU etwas entgegensetzen zu können. Auf einer CDU-Sitzung am 22. November besprach Kohl das weitere Vorgehen: Man solle versuchen, die CSU-Spitze umzustimmen, aber bereits mit der Drohung einer CDU Bayern. Die konservativen Landeschefs von Baden-Württemberg und Hessen, Hans Filbinger und Alfred Dregger, gingen auf Distanz zu Strauß.
Kohl hatte mittlerweile bekannte CSU-Mitglieder für die CDU Bayern gewonnen. Am 29. November bekräftigte Kohl vor dem CDU-Bundesvorstand die Drohung. Die Bundes-CDU bereitete schon eine bayerische Organisationsstruktur vor, mitsamt Spendenaktion, Listen von CDU-Freunden in Bayern sowie einer Zeitschrift „CDU in Bayern“. Für den 15. Dezember plante sie den Start der Gründungskampagne: Auf einem Poster sollte ein Wahlkampffoto von Kohl zu sehen sein. Im März 1977 sollte in Nürnberg der Gründungsparteitag stattfinden. Ab September würde der Landesverband dann CDU-Kandidaten für die bayerischen Kommunalwahlen aufstellen.

### CSU-interne Reaktionen
Auch in Bayern kam es zu Widerstand gegen die schlecht vorbereitete Revolte der CSU-Spitze. Prominente Vertreter der Partei sprachen sich gegen die Trennung aus und ebenso 111 Kreisvorsitzende. Sie wiesen darauf hin, dass die Parteisatzung der CSU sich auf Bayern beschränke. Schon acht Tage nach dem Beschluss war der Plan einer CSU-Bundestagsfraktion wieder vom Tisch. Strauß aber hielt in einem Sitzungssaal der Hauptverwaltung des Wienerwald-Konzerns in München trotzig eine Rede vor Parteifreunden, in der er seinem Rivalen Kohl die Befähigung zum Kanzler absprach (so genannte Wienerwald-Rede).

### Ausgang
Am 1. Dezember wählten die CDU-Bundestagsabgeordneten Kohl bereits zum Fraktionsvorsitzenden und am 7. Dezember die Mitglieder des Fraktionsvorstandes. Man ging bereits von einer CDU-Fraktion aus, rief die CSU aber auf, auf einem Sonderparteitag im Januar den Trennungsbeschluss zu bedenken. Am 12. Dezember 1976 wurde der Trennungsbeschluss schließlich zurückgenommen, die besondere Eigenständigkeit der CSU aber bestätigt. Am 13. Dezember konnten Kohl und Strauß ihre Einigung bekannt geben, dass die Fraktionsgemeinschaft wiederhergestellt werden würde.
Die Auseinandersetzungen ebneten letztlich den Weg zu einer Kanzlerkandidatur von Franz Josef Strauß bei der Bundestagswahl 1980. Aber auch Strauß als CDU/CSU-Kandidat verfehlte die absolute Mehrheit. Er verlor sogar 4,1 Prozentpunkte gegenüber 1976. Das stärkte die Position des Fraktionsvorsitzenden Kohl, der zwei Jahre später eine Koalition mit der FDP verwirklichte. Strauß dagegen blieb bayerischer Ministerpräsident.
Der Mythos Kreuth oder Geist von Kreuth als Sinnbild für die Eigenständigkeit der CSU wurde auch in den folgenden Jahrzehnten immer wieder beschworen. Die Landesgruppe tagte dort noch vierzig Jahre lang regelmäßig.

## Diskussionen seit 2015
Die Flüchtlingskrise in Deutschland 2015/2016 führte zu heftigem Streit zwischen CSU-Chef Horst Seehofer und Bundeskanzlerin Angela Merkel (CDU). Dabei kam der Gedanke wieder auf, dass die CSU außerhalb Bayerns auftreten könne. Seehofer und die CSU traten für eine deutlich restriktivere Haltung gegenüber Flüchtlingen auf, um damit der Alternative für Deutschland nicht das Feld zu überlassen.

### Vor der Bundestagswahl 2017

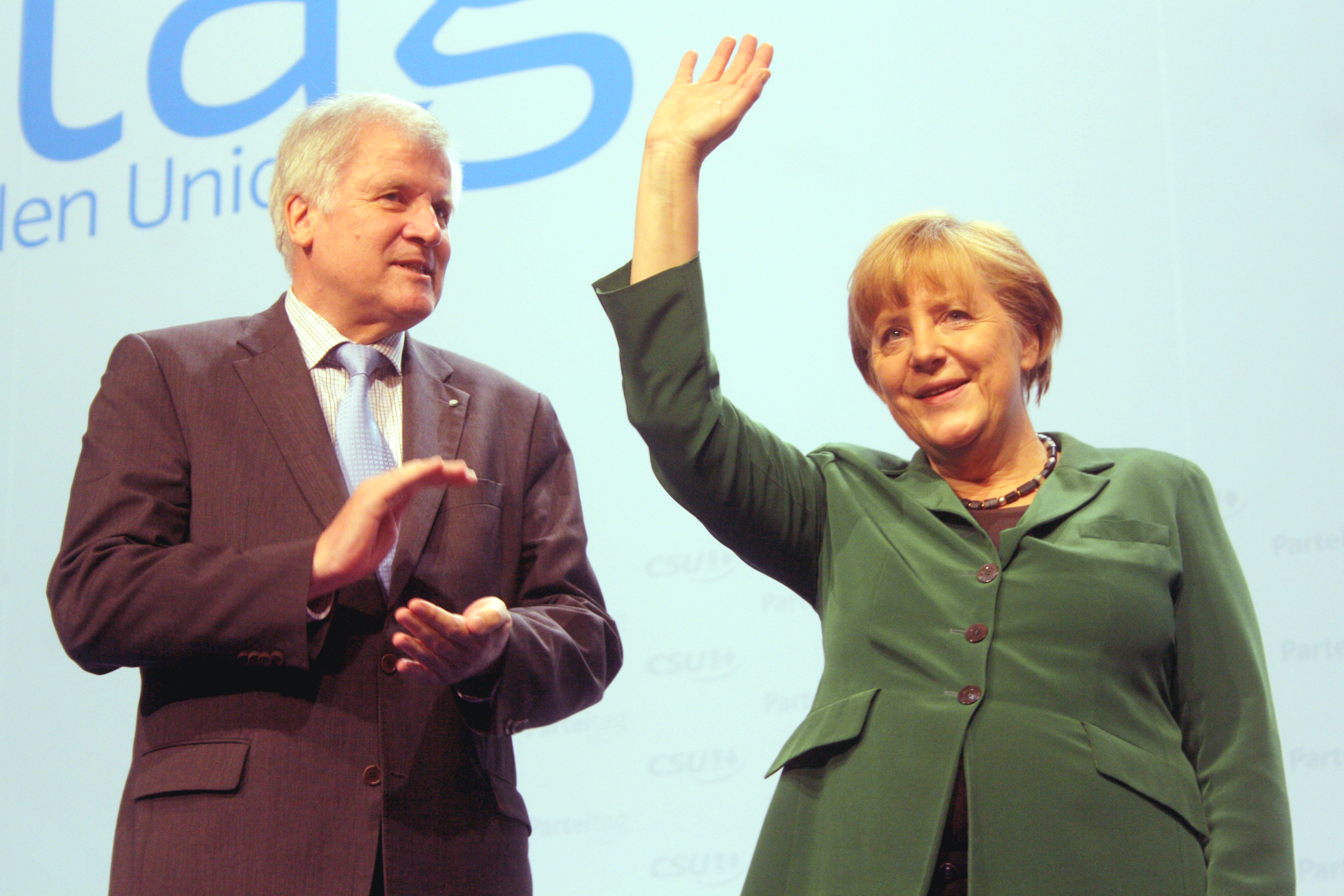
Seehofer und Merkel im Jahr 2012

Horst Seehofer kündigte im Mai 2016 an, er würde eventuell bei der Bundestagswahl 2017 mit einem eigenen CSU-Wahlkampf antreten. Er selbst wolle dann auf dem ersten Platz der Landesliste stehen. Bundesverkehrsminister Alexander Dobrindt stellte auch ein gemeinsames Wahlprogramm der Unionsparteien infrage.
Peter Issig schrieb am 9. Mai 2016 in der Welt: „Expansion im Bund? Für die CSU hochgefährlich“. Er konnte sich vorstellen, dass ein getrenntes Antreten die CDU-Wahlkämpfer entlastet. Sie könnten auf die große Bandbreite der Union verweisen. Doch bei einer Ausdehnung bestünde ein beträchtliches Risiko, dass die CSU trotz vieler Stimmen im Bundesgebiet letztlich verlieren würde. Issig zitierte einen lokalen CSU-Politiker, demzufolge eine Ausdehnung sowie ein Antreten der CDU in Bayern die Partei zerreißen werde. Bundestagsabgeordneter Hans-Peter Uhl habe vor der wenig attraktiven Aussicht gewarnt, dass die CSU die absolute Mehrheit in Bayern verfehlt und dann mit der CDU über eine Koalition verhandeln müsse. Wie die Verfassungsklage gegen die Asylpolitik habe die Drohung mit der Ausdehnung wohl einen Zweck, so Issig, nicht aber als politische Tat. Darum bemühten sich die CSU-Spitzenpolitiker zwar um Abgrenzung, lehnten eine Ausdehnung aber gegenwärtig ausdrücklich ab.
In derselben Zeitung meinte Ulli Kulke am 23. Oktober 2016: Eine bundesweite CSU sei eine attraktive Alternative für gemäßigte AfD-Wähler und viele Wähler aus dem neurechten Spektrum. Als traditionsreiche rechte Partei sei sie koalitionsfähig und habe einen Startvorteil gegenüber der AfD. Ein knappes Jahr später, kurz vor der Wahl, rief Ansgar Graw ebenfalls zur Ausdehnung auf. CDU und CSU hätten ihre Glaubwürdigkeit als Partei für Law und Order verloren. Daher sei es der Erkundung wert, dass die CSU eine Bundespartei wird. „Selbst wenn das logische Nachziehen der CDU nach Süden die absolute Mehrheit der Christsozialen in Bayern gefährdet, bliebe dies ein klügerer Zug als die weltanschauliche Umtopfung der CDU.“
Theo Waigel, der CSU-Ehrenvorsitzende, warnte hingegen vor einem getrennten Wahlkampf der Schwesterparteien. Sie würden in so einem Wahlkampf viel stärker miteinander streiten als mit den anderen Parteien.

### Im Kabinett Merkel IV

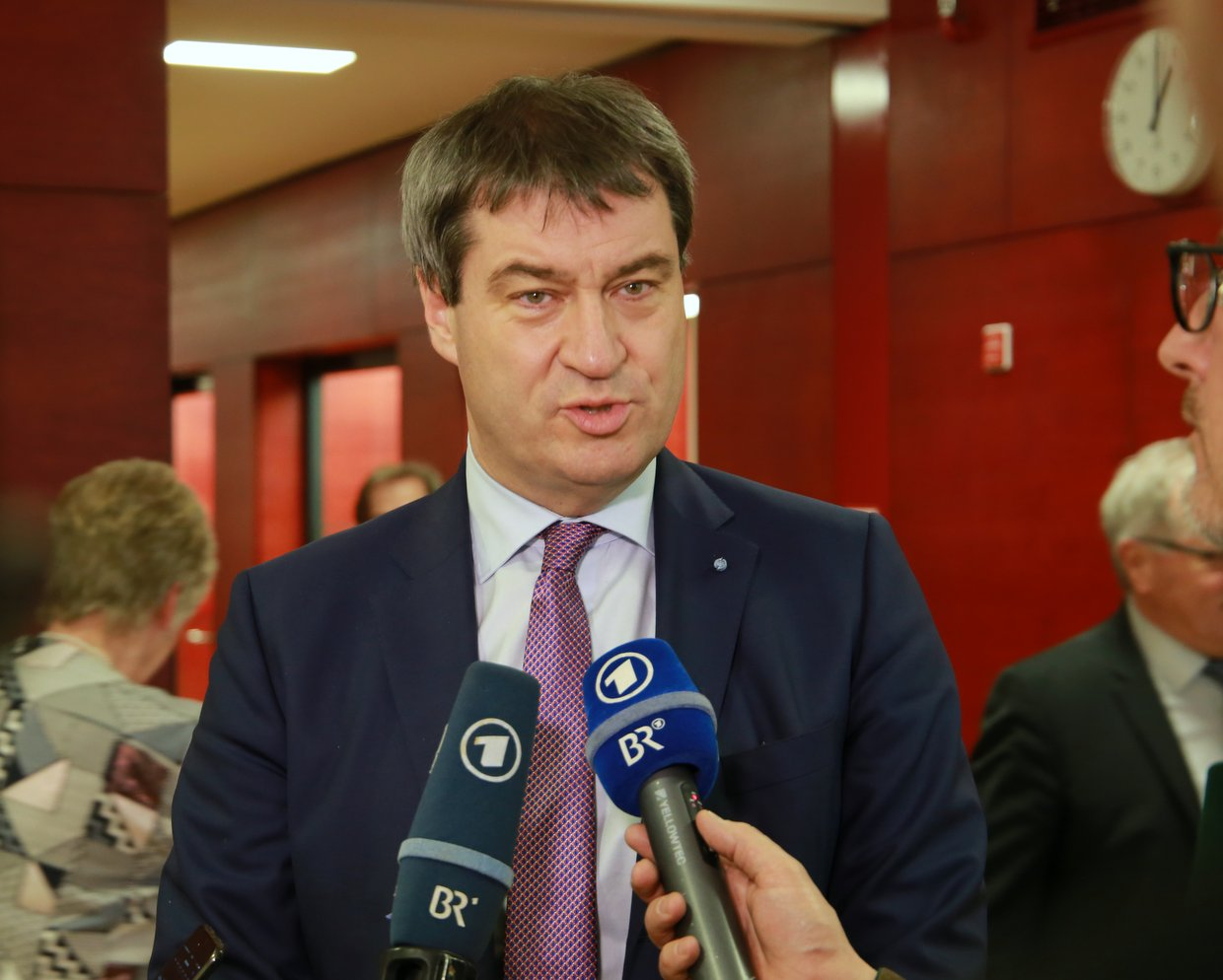
Markus Söder ist seit dem 16. März 2018, als Nachfolger von Horst Seehofer, bayerischer Ministerpräsident. Der neue Bundesinnenminister Seehofer war zunächst CSU-Vorsitzender geblieben.

Ein Zerfall des Unionsbündnisses wurde wieder im Juni 2018 thematisiert, als sich der Streit über den Kurs in der Asylfrage erneut entzündete. Die CSU drängte konkret darauf, Flüchtlinge an der deutschen Grenze zurückzuweisen, wenn sie bereits in einem anderen EU-Land Asyl beantragt haben. Am 14. Juni wurde eine Bundestagssitzung für vier Stunden unterbrochen; die Abgeordneten von CDU und CSU tagten getrennt zu diesem Thema, was von Beobachtern als sehr ungewöhnlich kommentiert wurde. Allgemein wurde vermutet, dass der schärfere Kurs der CSU im Zusammenhang mit der Landtagswahl in Bayern im Oktober 2018 stand.
Einem Redakteur der Satire-Zeitschrift Titanic gelang es am 15. Juni, über Twitter die bewusste Falschmeldung zu verbreiten, das Unionsbündnis sei von Seehofer aufgekündigt worden und der CDU-Vize Volker Bouffier habe die Vorbereitung einer Bayern-CDU vorgeschlagen. Die Meldung wurde von Reuters sowie etlichen weiteren Medien übernommen, ebenso von der AfD-Abgeordneten Beatrix von Storch. Moritz Hürtgen von der Titanic erklärte, er habe entlarven wollen, wie Online-Journalismus heutzutage funktioniert. Der Merkur kommentierte, die Falschmeldung habe deutlich gemacht, „dass kaum noch jemand einen Bruch zwischen den Unionsparteien für komplett abwegig hält“. Ein namentlich nicht genannter CSU-Politiker habe geklagt, man habe sich „in eine ausweglose Situation manövriert“. Eine andere CSU-Quelle befürchtete große Verluste bei der Landtagswahl, wenn sich die CSU nicht in der Asylfrage durchsetzt.
Die taz nannte eine bundesweite CSU eine „Wut-Lega-Süd“ und verwies darauf, dass die CSU bei der Bundestagswahl 2017 nur knapp über die Fünf-Prozent-Hürde gekommen sei. Eine bundesweite CSU hätte es schwer, sowohl die pragmatische Mitte in Bayern zu repräsentieren als auch ein „bundesweit auftretendes Rumpelstilzchen“ zu spielen.
Die Kölnische Rundschau berichtete am 23. Juni, dass CSU-Landesgruppenchef Dobrindt bereits öffentlich an der Union zweifele. CDU, CSU und SPD würden sich bereits auf einen möglichen Bruch der Koalition mit anschließenden Neuwahlen vorbereiten. Für eine Teilnahme der CDU an den bayerischen Landtagswahlen gelte der Stichtag 2. August, allerdings müsse zuvor noch rasch ein CDU-Landesverband gegründet werden. Außerdem müsste dieser Verband in allen sieben Bezirken Bayerns Untergliederungen gründen und Wahlversammlungen abhalten, Kandidaten aufstellen und je 2000 Unterschriften sammeln.

### Vor der Bundestagswahl 2021 – Online-Mitgliedschaft der CSU
Im Zuge der Auseinandersetzung um die Kanzlerkandidatur der Union zwischen den Parteivorsitzenden Armin Laschet (CDU) und Markus Söder (CSU) wurde eine bundesweite Ausdehnung der CSU erneut diskutiert. Hintergrund war u. a. die wachsende Zahl der Online-Mitgliedschaften bei der CSU nach der Entscheidung für Armin Laschet. Die CSU bietet bereits seit September 2020 Online-Mitgliedschaften an, bei denen man keinem Ortsverband in Bayern angehören muss. Online-Mitglieder haben damit zwar kein innerparteiliches Stimmrecht, können aber digital und bundesweit mitarbeiten. Die CSU verzeichnete allein im April 2021 über 3.000 Neumitglieder, darunter auch den CDU-Generalsekretär Paul Ziemiak. Als Versuch, sich bundesweit auszubreiten, wollte man die Online-Mitgliedschaft nicht verstanden wissen, bot jedoch den CDU-Mitgliedern damit erstmals die Möglichkeit, sich zusätzlich in der CSU als Online-Parteimitglied zu engagieren.

### Umfragen
Im März 2016 wäre laut einer Insa-Umfrage eine bundesweite CSU auf 19 % und die CDU auf 23,5 % gekommen.
Laut einer Umfrage im Mai 2016 war eine relative Mehrheit der Befragten für eine bundesweite Ausdehnung der CSU. 45 Prozent fanden dies gut, 40 Prozent nicht gut. Vor allem AfD-Anhänger, aber auch 49 Prozent der Unionsanhänger begrüßten die bundesweite CSU-Wählbarkeit.
Am 19. Juni 2018 berichtete die Frankfurter Allgemeine Zeitung, dass CDU/CSU bei der Sonntagsfrage nur noch auf gemeinsam 29 Prozent kämen. Das sei der schlechteste Wert, der je von INSA-Meinungstrend gemessen worden ist. Die SPD folgte mit 19 Prozent, die AfD mit 16, die Linke mit 12, die Grünen mit 11 und die FDP mit 8 Prozent. Wenn CDU und CSU getrennt jeweils bundesweit antreten würden, würde die CDU mit 22 Prozent die stärkste Partei werden und die CSU mit 18 Prozent die zweitgrößte. Die SPD erhielte 17 Prozent, die Linke 12, die AfD 11, die Grünen 10 und die FDP 6 Prozent.
Bei einer repräsentativen Umfrage im Zuge der Auseinandersetzungen zwischen CDU und CSU um die Kanzlerkandidatur 2021, wurde eine bundesweite Ausdehnung der CSU erneut in Umfragen analysiert. Dabei wurde von einem Potential von 9 % sicheren sowie weiteren 15 % wahrscheinlichen Stimmen für die CSU in bundesweiten Umfragen gesprochen. Laut Umfrageergebnissen des Meinungsforschungsinstituts Forsa, die Anfang Mai 2021 veröffentlicht wurden, erfreue sich die CSU besonderer Beliebtheit in den ostdeutschen Bundesländern sowie bei FDP-Anhängern.

### Reaktionen von Politikwissenschaftlern
Politikwissenschaftler Jürgen Falter analysierte die schwierige Lage für die CSU. Die Partei könne bei der Bayernwahl dasjenige Drittel ihrer potenziellen Wähler verlieren, das die CDU-Position unterstützt. Die übrigen zwei Drittel allerdings würden von der CSU einen vorzeigbaren Kompromiss in der Asylfrage erwarten. Angela Merkel werde durch die Krise weiter geschwächt. Ihr komme zugute, dass die SPD keine Neuwahlen vor dem Jahr 2021 wolle. Seiner Einschätzung sei die Gefahr eines Bruches zwischen CDU und CSU groß, doch beide Parteien wollten ihn nicht wirklich.
Parteienforscher Heinrich Oberreuter (Passau) hält Seehofers Drohung einer bundesweiten CSU-Ausdehnung „für totalen Unsinn“. Die CSU würde damit ihr Alleinstellungsmerkmal als Regionalpartei einbüßen. Wenn die CDU in Bayern antrete, würde die CSU von 47 auf 30 Prozent im eigenen Land fallen. Bundesweit würden CDU und CSU zusammen Stimmen verlieren. Im Kern zielten beide Parteien auf dieselben Wähler ab.